# 밀양 표충사 목조석가삼불좌상
밀양 표충사 목조석가삼불좌상(密陽 表忠寺 木造釋迦三佛坐像)은 대한민국 경상남도 밀양시 단장면. 표충사에 있는 불상이다. 
2008년 1월 10일 경상남도의 유형문화재 제457호 표충사 목조삼존여래좌상으로 지정되었다가, 2018년 12월 20일 현재의 명칭으로 변경되었다.

## 개요
표충사 대광전에 봉안되어 있는 이 불상은 석가모니를 주존으로 좌협시 약사여래, 우협시 아미타여래로 구성된 삼세여래 존상이다. 준엄한 모습과 당당한 체구에 표현기법이 뛰어난 작품으로 조성 시기는 18세기 전반으로 추정되며 규모가 큰 대작에 속하는 작품이다.

## 지정 사유
이 불상은 석가모니불을 중심으로 아미타불과 약사불을 협시로 두고 있다. 3구의 불상은 전체적인 느낌이나 신체의 표현 얼굴이 서로 유사한데 당당한 체구에 표현기법이 뛰어난 작품으로 조성 시기는 18세기 전반으로 판단되며 규모가 큰 대작의 우수한 불상이다.

## 같이 보기
- 밀양 표충사 대광전 - 경상남도 유형문화재 제131호

## 참고 자료
- 밀양 표충사 목조석가삼불좌상 - 국가유산청 국가유산포털